# Vice Squad
Vice Squad — британская -рок-группа, образовавшаяся в 1978 году в Бристоле, Англия, после слияния двух местных команд (The Contingent и TV Brakes), и ставшая, согласно Trouser Press, одной из самых успешных во второй волне британского панка.
Дебютный сингл группы «Last Rockers», выпущенный в 1981 году, поднялся до 7-го места в UK Indie Chart, за ним последовал «Resurrection» (#4). Дебютный альбом No Cause For Concern (выпущенный в конце 1981 года после подписания большого контракта с EMI), поднялся в национальном хит-параде до 32-го места. Группа распалась в 1985 году, но в 1997 году реформировалась после того, как вокалистка Беки Бондаж (англ. Beki Bondage; настоящее имя — Ребекка Луиза Бонд) пригласила в качестве аккомпанирующего состава участников The Bombshells. С первых дней и до последнего времени она остается единственной постоянной участницей состава и диктует главную тему всего творчества группы: защиту животных.

## Дискография

### Синглы
- Last Rockers (1981) EP Riot City (UK Indie #7)
- Resurrection (1981) EP Riot City (UK Indie #4)
- Vice Squad Singles EP (1982) Riot City (UK Indie #21)
- Out of Reach (1982) EMI/Zonophone (UK #68)
- Stand Strong (1982) EP EMI/Zonophone
- State of the Nation (1982) EP
- Black Sheep (1983) Anagram (UK Indie #13)
- You'll Never Know (1984) Anagram
- Teenage Rampage (1985) Anagram (UK Indie #44)

### Альбомы
- No Cause for Concern (1981) EMI/Zonophone (UK #32)
- Live in Sheffield (1981)
- Stand Strong, Stand Proud (1982) EMI/Zonophone (UK #47)
- Shot Away (1985) Anagram
- Live and Loud!! (1988) Cleopatra
- Last Rockers - The Singles (1992) Abstract
- The Punk Singles Collection (1995) Anagram
- The BBC Sessions (1997) Anagram
- Get a Life (1999)
- Resurrection (1999)
- Lo-Fi Life (2000)
- Rich and Famous (2003)
- Defiant (2006)